# Per-Gunnar Andersson (Rallyefahrer, 1980)
Per-Gunnar „P-G“ Andersson (* 10. März 1980 in Årjäng) ist ein schwedischer Rallyefahrer.

## Karriere

### Anfänge im Rallyesport
Per-Gunnar Andersson begann seine Motorsportkarriere im Alter von 15 Jahren. Mit einem Saab 99 fuhr er Folkrace, eine in Schweden verbreitete Einsteigervariante des Rallycross. 1999 bestritt er mit einem VW Golf I seine ersten Rallyes. Im Herbst 1999 kaufte er einen Seat Ibiza GTi 16V der Gruppe N, mit dem er in den folgenden beiden Jahren zu Rallyes antrat. Nachdem der Herbst 2001 erfolglos verlaufen war, erwarb er einen Renault Clio RS der Gruppe N, mit dem sich 2002 sofort gute Ergebnisse einstellten. Jeweils in der Gruppe N gewann er die norwegische Rallye-Meisterschaft und er wurde Vizemeister der schwedischen Rallye-Meisterschaft. Außerdem debütierte er bei der Rallye Schweden in der Rallye-Weltmeisterschaft. 2003 wechselte er auf einen Renault Clio der Klasse Super 1600 und entschied die schwedische Rallye-Meisterschaft in dieser Kategorie für sich. Außerdem nahm er in der zweiten Jahreshälfte an vier Rallyes in der WRC teil. Bei der Rallye Finnland war er bis zu seinem Ausfall bestplatzierter Fahrer mit einem Super-1600-Auto. Als bestes Ergebnis erzielte er einen 19. Gesamtrang bei der Rallye San Remo.

### JWRC mit Suzuki

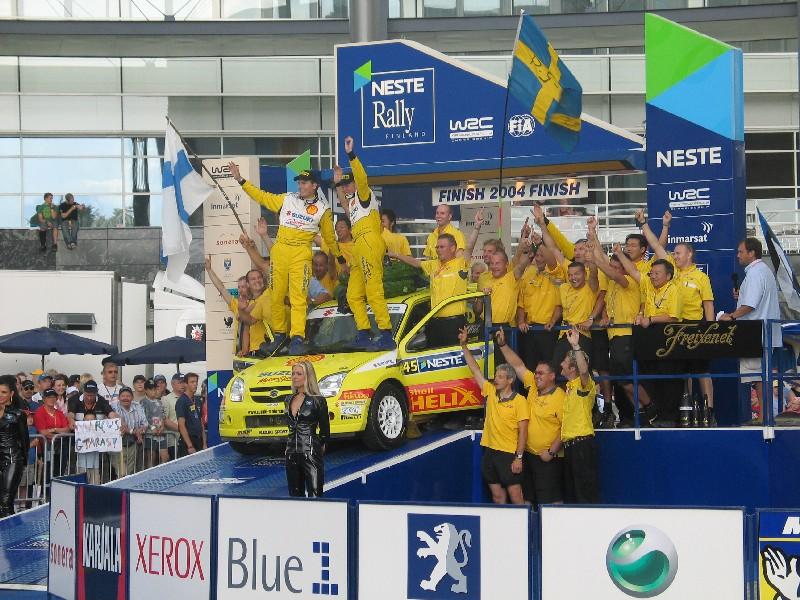
Per-Gunnar Andersson nach seinem JWRC-Sieg bei der Rallye Finnland 2004

2004 erhielt Andersson ein Cockpit im Team von Suzuki Sport Europe. Mit einem Suzuki Ignis S1600 bestritt er erstmals eine komplette Saison in der Rallye-Juniorenweltmeisterschaft. Er erzielte JWRC-Siege bei der Rallye Türkei, der Rallye Finnland und der Rallye Sardinien, wo er mit Platz neun in der Gesamtwertung auch in Reichweite der WRC-Punkteränge lag. Mit zwei Punkten Vorsprung belegte er am Saisonende den ersten Platz in der Punktewertung der JWRC und konnte seinen ersten Titel als Rallye-Juniorenweltmeister feiern. Nebenbei fuhr er auch weiterhin in der schwedischen Rallye-Meisterschaft und verteidigte dort seinen Titel in der Klasse Super 1600 mit deutlichem Punktevorsprung.
Suzuki setzte Andersson in der Saison 2005 zusätzlich zu den Rallyes mit JWRC-Wertung auch bei fast allen anderen Läufen der Weltmeisterschaft ein. Nachdem die Saison zunächst nur bedingt erfolgreich für ihn begonnen hatte, erzielte er bei der Rallye Griechenland seinen ersten JWRC-Sieg in diesem Jahr. Anschließend stellte Suzuki ihm einen Suzuki Swift S1600 zur Verfügung. Gute Resultate blieben mit dem neuen Fahrzeug zunächst noch aus und er beendete die Saison auf dem sechsten Rang in der Rallye-Juniorenweltmeisterschaft.

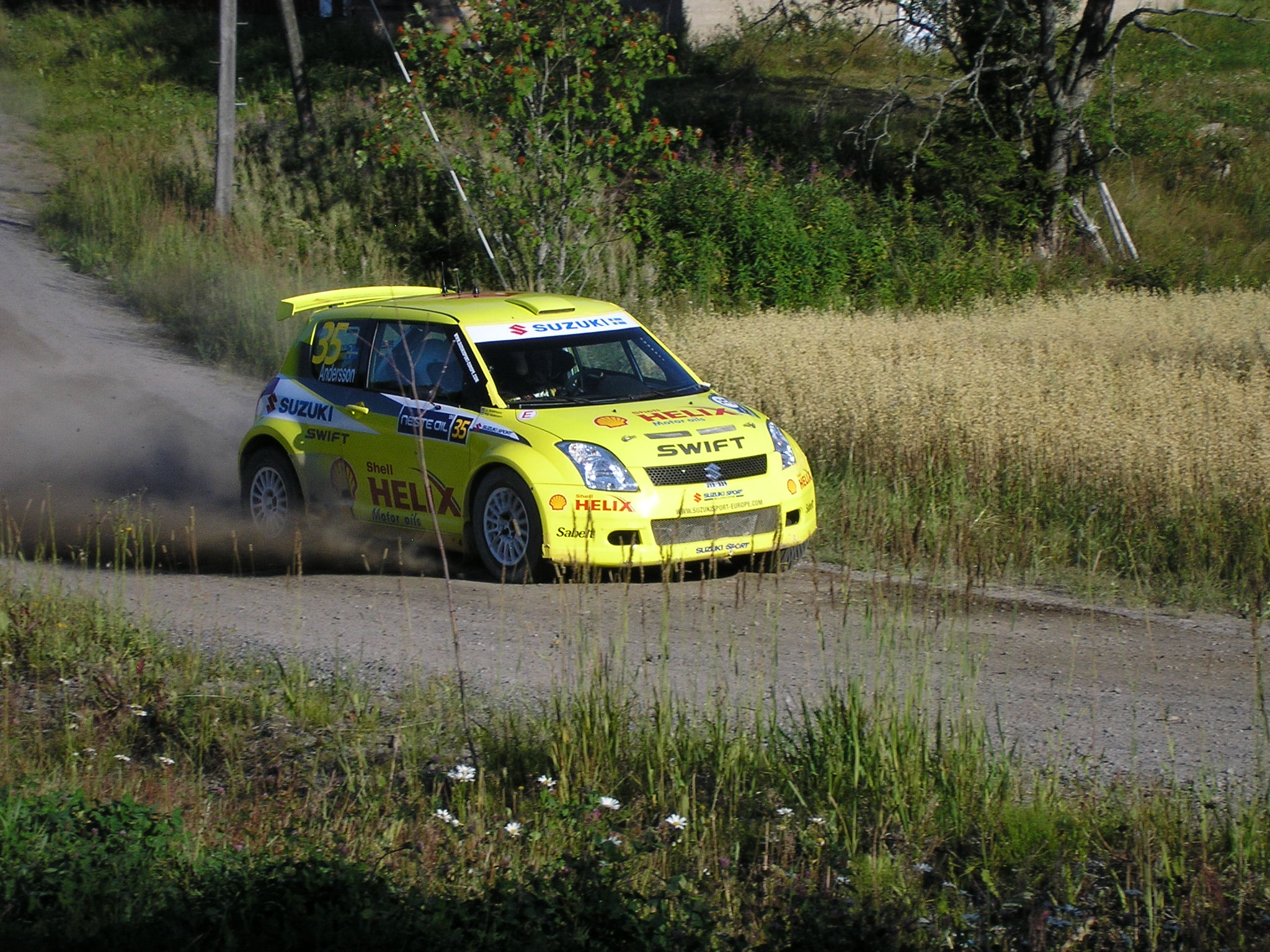
Per-Gunnar Andersson im Suzuki Swift S1600 bei der Rallye Finnland 2006

Beim Saisonauftakt der Rallye-Juniorenweltmeisterschaft 2006, der Rallye Schweden, errang Andersson den ersten JWRC-Sieg mit dem Suzuki Swift S1600. Auch folgende Rallyes beendete er in den vorderen Punkterängen der JWRC. Bei der Rallye Türkei war Andersson erneut schnellster JWRC-Pilot und hätte sich mit dem Sieg vorzeitig den Titel sichern können. Allerdings wurde er nachträglich aus der Wertung ausgeschlossen, da er angeblich unerlaubte Hilfe bei Servicearbeiten in Anspruch genommen habe. Ein Einspruch blieb erfolglos. Da er anschließend beim Saisonfinale einen Ausfall zu verbuchen hatte, musste er sich im Kampf um den Titel doch noch knapp geschlagen geben. Zwischendurch unternahm Andersson auch Gaststarts für Bryntesson Motorsport bei einigen Rennen des Camaro Cup. Dabei erzielte er vordere Platzierungen und sicherte sich somit einen dauerhaften Platz in der Mannschaft für die folgende Saison.
2007 ging Andersson weiterhin für Suzuki Sport Europe in der JWRC an den Start. Zu Saisonbeginn gewann er die JWRC-Wertung der Rallye Schweden. Es folgten weitere Klassensiege bei der Rallye Portugal und der Rallye Katalonien. Obwohl er wegen des Verlusts seines Führerscheins zwei Rallyes auslassen musste, sammelte er die meisten Punkte und wurde nach 2004 erneut Rallye-Juniorenweltmeister. Damit wurde er zum ersten Fahrer, der zwei Mal die JWRC gewinnen konnte. Im Camaro Cup gewann er fünf Rennen und belegte am Saisonende den zweiten Gesamtrang.

### Mit dem Suzuki SX4 in der WRC

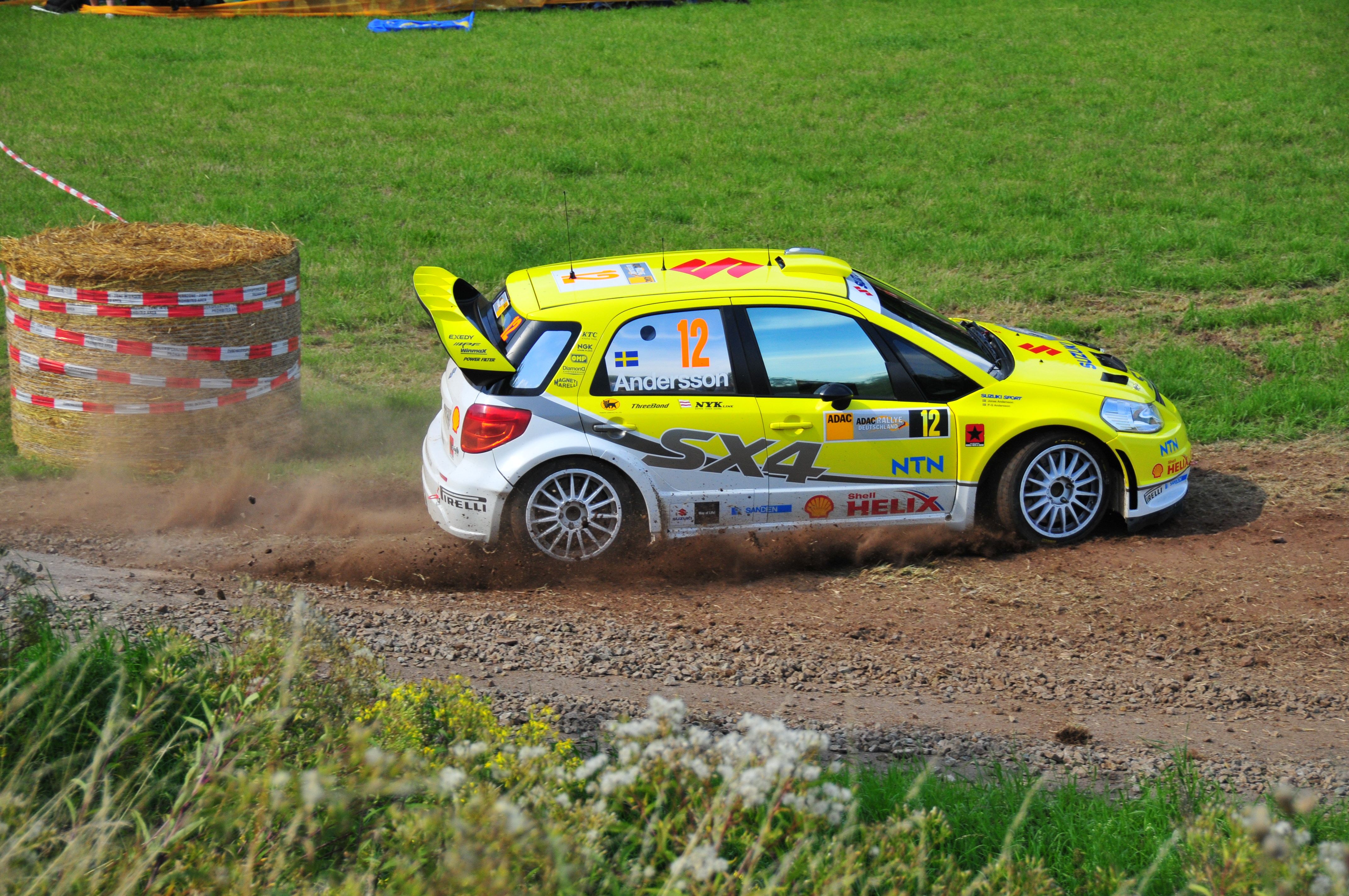
Per-Gunnar Andersson im Suzuki SX4 WRC bei der Rallye Deutschland 2008

Andersson wurde 2008 Werksfahrer im Suzuki World Rally Team und erhielt ein Cockpit im neuen Suzuki SX4 WRC. Beim Saisonauftakt, der Rallye Monte Carlo, fuhr er gleich bei seiner ersten Rallye mit einem World Rally Car auf den achten Platz in der Gesamtwertung. Damit erzielte er seinen ersten WRC-Punkt und zugleich die ersten WRC-Punkte für Suzuki. In der Folgezeit verhinderten mehrere technische Defekte gute Platzierungen. Sein Fahrzeug wurde aber stetig weiterentwickelt und es gewann an Geschwindigkeit und Zuverlässigkeit. Ab dem letzten Saisondrittel konnte Andersson wieder in die Punkteränge fahren. Er wurde Sechster bei der Rallye Neuseeland. Daraufhin erreichte er bei der Rallye Japan mit Platz fünf sein bisher bestes WRC-Ergebnis. Bei der abschließenden Rallye Wales gelang es ihm, den fünften Platz zu wiederholen. Am Saisonende belegte er mit zwölf Punkten den zwölften Meisterschaftsplatz. Allerdings beendete Suzuki nach der Saison 2008 nach nur einer Saison wieder sein Engagement in der WRC, weshalb Andersson sich einen neuen Arbeitgeber suchen musste.

### Wieder ohne festes Cockpit
In einem privat eingesetzten Škoda Fabia WRC nahm Andersson an der Rallye Norwegen 2009 teil. Er fuhr mit dem betagten Fahrzeug überraschend zwei WP-Bestzeiten und lag zwischenzeitlich auf dem fünften Platz. Wegen eines Kupplungsschadens musste er später allerdings aufgeben. Zu weiteren Einsätzen in der WRC kam er 2009 nicht mehr. In der restlichen Saison nahm er mit einem Mitsubishi Lancer Evo IX der Gruppe N an der schwedischen Rallye-Meisterschaft teil. Dort erreichte er vier Gesamtsiege und setzte sich dabei auch gegen World Rally Cars durch. Für den Titel in der Gruppe N hatte er dennoch nicht genügend Punkte gesammelt, da er nicht am Saisonauftakt teilgenommen hatte.

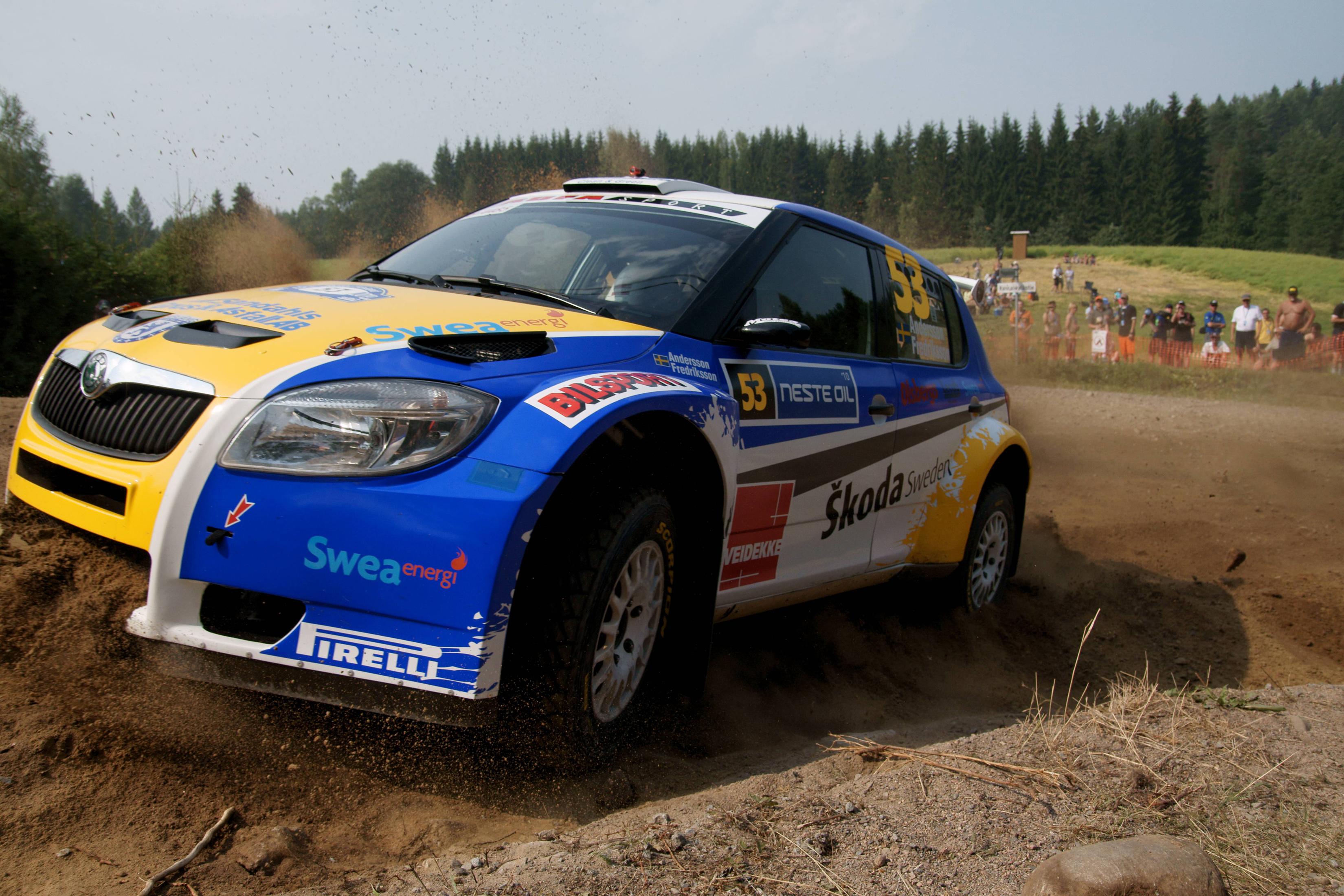
Per-Gunnar Andersson im Škoda Fabia S2000 bei der Rallye Finnland 2010

Am Saisonbeginn 2010 bestritt Andersson mit einem Škoda Fabia S2000 von JM Engineering bei der Rallye Schweden erstmals nach einem Jahr wieder eine WRC-Rallye. Dabei erreichte er mit dem zehnten Gesamtrang einen WRC-Punkt und gewann außerdem die SWRC-Wertung, die bei dieser Rallye zum ersten Mal ausgetragen wurde. Anschließend erhielt er ein Angebot von Rufa Sport, mit deren Škoda Fabia S2000 an einigen weiteren WRC-Rallyes teilzunehmen. Dabei gelangen ihm mehrere vordere Platzierungen in der SWRC und er erzielte bei der Rallye Finnland auch wieder einen WRC-Punkt. Bei der Rallye Sardinien gab er in einem Mitsubishi Lancer Evo X zudem sein Debüt in der Intercontinental Rally Challenge. Anderssons Saisonhöhepunkt war ein Gaststart im Ford Focus RS WRC 08 vom Stobart-Team bei der Rallye Bulgarien 2010. Dort wurde er Siebter und erzielte damit sechs WRC-Punkte. Die Saison beendete er mit insgesamt acht Punkten auf Rang 13 in der Fahrerwertung der WRC. In der Gesamtwertung der SWRC belegte er am Saisonende trotz mehrerer guter Resultate nur den neunten Platz. Dazu hatte geführt, dass die Punkte aus seinen vier zuletzt gefahrenen Rallyes gestrichen wurden, weil er nicht zur Rallye Japan angetreten war.

### Werksfahrer bei Proton
Vor der Saison 2011 verhandelte Andersson mit Ford und Mini über ein Cockpit in einem World Rally Car, jedoch blieben die Verhandlungen erfolglos. Schließlich bekam er einen Einsatz im Proton Satria Neo S2000 des Proton-Werksteams an der Rallye Monte Carlo 2011 ermöglicht. Trotz eines Unfalls bei dieser Rallye erhielt er anschließend von Proton einen Werksvertrag für die komplette Saison in der IRC. Spendengelder seiner Fans ermöglichten ihm außerdem die Teilnahme in einem Ford Fiesta RS WRC von Stobart an der Rallye Schweden 2011. Diese beendete er nach vier WP-Bestzeiten und einer kurzzeitigen Führung, aber auch einigen Zwischenfällen, auf dem siebten Platz. Für den Start bei der Rallye Sardinien hatte er erneut genügend Geld zusammen bekommen. Zu seinem dritten Einsatz in der WRC 2011 kam er im Subaru Impreza R4 von Tommi Mäkinen Racing bei der Rallye Finnland.

## Statistik

### Titel
- Norwegische Rallye-Meisterschaft (Gruppe N): 2002
- Schwedische Rallye-Meisterschaft (Super 1600): 2003, 2004
- Rallye-Juniorenweltmeisterschaft: 2004, 2007

### WRC-Ergebnisse
| Saison | Team                            | Fahrzeug                  | 1       | 2       | 3       | 4       | 5       | 6       | 7      | 8       | 9       | 10      | 11      | 12      | 13      | 14      | 15      | 16      | Punkte | Pos. |
| ------ | ------------------------------- | ------------------------- | ------- | ------- | ------- | ------- | ------- | ------- | ------ | ------- | ------- | ------- | ------- | ------- | ------- | ------- | ------- | ------- | ------ | ---- |
| 2002   | Per-Gunnar Andersson            | Renault Clio RS           | MON     | SWE 43  | FRA     | ESP     | CYP     | ARG     | GRE    | KEN     | FIN     | GER     | ITA     | NZL     | AUS     | GBR     |         |         | 0      | –    |
| 2003   | Per-Gunnar Andersson            | Renault Clio S1600        | MON     | SWE     | TUR     | NZL     | ARG     | GRE     | CYP    | GER     | FIN DNF | AUS     | ITA 19  | FRA     | ESP DNF | GBR DNF |         |         | 0      | –    |
| 2004   | Suzuki Sport Europe             | Suzuki Ignis S1600        | MON 19  |         |         |         |         | GRE DNF | TUR 11 | ARG     | FIN 16  | GER     | JPN DNF | GBR DNF | ITA 9   | FRA     | ESP 16  | AUS     | 0      | –    |
| 2004   | Per-Gunnar Andersson            | Mitsubishi Lancer Evo VII |         | SWE 25  | MEX     | NZL     | CYP     |         |        |         |         |         |         |         |         |         |         |         | 0      | –    |
| 2005   | Suzuki Sport Europe             | Suzuki Ignis S1600        | MON 18  | SWE 18  | MEX 14  | NZL 17  | ITA 22  | CYP 33  | TUR 19 | GRE 15  | ARG     |         |         |         |         |         |         |         | 0      | –    |
| 2005   | Suzuki Sport Europe             | Suzuki Swift S1600        |         |         |         |         |         |         |        |         |         | FIN DNF | GER 16  | GBR 22  | JPN 22  | FRA     | ESP DNF | AUS     | 0      | –    |
| 2006   | Suzuki Sport Europe             | Suzuki Swift S1600        | MON     | SWE 19  | MEX     | ESP     | FRA     | ARG 34  | ITA 21 | GRE     | GER     | FIN 18  | JPN     | CYP     | TUR DSQ | AUS     | NZL     | GBR DNF | 0      | –    |
| 2007   | Suzuki Sport Europe             | Suzuki Swift S1600        | MON     | SWE     | NOR 18  | MEX     | POR 14  | ARG     | ITA 14 | GRE     | FIN     | GER     | NZL     | ESP 15  | FRA 20  | JPN     | IRE     | GBR     | 0      | –    |
| 2008   | Suzuki World Rally Team         | Suzuki SX4 WRC            | MON 8   | SWE DNF | MEX DNF | ARG 24  | JOR DNF | ITA 9   | GRE 11 | TUR DNF | FIN DNF | GER 15  | NZL 6   | ESP 32  | FRA 17  | JPN 5   | GBR 5   |         | 12     | 12   |
| 2009   | Per-Gunnar Andersson            | Škoda Fabia WRC           | IRL     | NOR DNF | CYP     | POR     | ARG     | ITA     | GRE    | POL     | FIN     | AUS     | ESP     | GBR     |         |         |         |         | 0      | –    |
| 2010   | JM Engineering                  | Škoda Fabia S2000         | SWE 10  |         |         |         |         |         |        |         |         |         |         |         |         |         |         |         | 8      | 13   |
| 2010   | Rufa Sport                      | Škoda Fabia S2000         |         | MEX     | JOR 16  | TUR     | NZL     | POR 16  |        | FIN 10  | GER 13  | JPN     | FRA     | ESP     | GBR     |         |         |         | 8      | 13   |
| 2010   | Stobart M-Sport Ford Rally Team | Ford Focus RS WRC         |         |         |         |         |         |         | BUL 7  |         |         |         |         |         |         |         |         |         | 8      | 13   |
| 2011   | Per-Gunnar Andersson            | Ford Fiesta RS WRC        | SWE 7   | MEX     | POR     | JOR     |         |         |        |         |         |         |         |         |         |         |         |         | 20     | 6    |
| 2011   | M-Sport Ford World Rally Team   | Ford Fiesta RS WRC        |         |         |         |         | ITA 15  | ARG     | GRE    |         |         |         |         |         |         |         |         |         | 20     | 6    |
| 2011   | Tommi Mäkinen Racing            | Subaru Impreza STi R4     |         |         |         |         |         |         |        | FIN 15  | GER     | AUS     | FRA     | ESP     | GBR     |         |         |         | 20     | 6    |
| 2012   | Proton Motorsport               | Proton Satria Neo S2000   | MON DNF | SWE 14  | MEX     | POR     | ARG     | GRE     | NZL 23 | FIN 11  | GER     | GBR 24  | FRA 24  | ITA     | ESP 8   |         |         |         | 24     | 4    |
| 2013   | Per-Gunnar Andersson            | Ford Fiesta S2000         | MON     | SWE     | MEX     | POR DNF | ARG     | GRE     |        |         |         |         |         |         |         |         |         |         | 23     | 4    |
| 2013   | AT Rally Team                   | Ford Fiesta RS WRC        |         |         |         |         |         |         | ITA 13 | FIN 8   | GER DNF | AUS     | FRA     | ESP     | GBR     |         |         |         | 23     | 4    |

### IRC-Ergebnisse
| Saison | Team                 | Fahrzeug                | 1       | 2      | 3   | 4       | 5       | 6   | 7     | 8       | 9   | 10      | 11  | 12  | Punkte | Pos. |
| ------ | -------------------- | ----------------------- | ------- | ------ | --- | ------- | ------- | --- | ----- | ------- | --- | ------- | --- | --- | ------ | ---- |
| 2010   | Per-Gunnar Andersson | Mitsubishi Lancer Evo X | MON     | CUR    | ARG | CAN     | SAR DNF | YPR | AZO   | MAD     | ZLI | SAN     | SCO | CYP | 0      | –    |
| 2011   | Proton Motorsport    | Proton Satria Neo S2000 | MON DNF | CAN 16 | COR | YAL DNF | YPR 18  | AZO | ZLI 9 | MEC DNF | SAN | SCO DNF | CYP |     | 2      | 37   |